# Hilbert College is a private Franciscan college in Hamburg, New York.

کالج هیلبرت یک کالج خصوصی فرانسیسکن در هامبورگ، نیویورک است.